# Disco Inferno (50 Cent)
"Disco Inferno" is de eerste single van 'The Massacre', het 2e studio-album van Amerikaanse rapper 50 Cent. De track is geproduceerd door C. Styles en Bang Out voor Dangerous LLC. De video van het nummer bevat pornografie en mocht daarom niet op televisie worden uitgezonden, maar verspreidde zich alsnog via internet. Het vindt plaats in een strip-club en bevat zwart-witbeelden van topless en naakte vrouwen. De video is ook te zien op de dvd van de 'Special Edition' van The Massacre. De track haalde met behulp van alle aandacht de 3e positie in de Billboard Hot 100 en daarmee de 22e positie in de United World Chart, maar presteerde niet in andere landen. "Disco Inferno" was genomineerd voor 'Best Rap Solo Performance' bij de Grammy Awards van 2006, maar verloor van "Gold Digger" van Kanye West.

## Credits[1]
- Geschreven door: C. Jackson, T. Crawford, P. Pitts
- Geproduceerd door: C. Styles & Bang Out voor Dangerous, LLC
- Gemixt door: Dr. Dre
- Geassisteerd door: Rouble Kapour
- Opgenomen door: Kameron Houff & Mauricio "Veto" Iragorri
- Overige keyboards: Mike Elizondo

## Charts
| Chart                               | Hoogste positie |
| ----------------------------------- | --------------- |
| United World Chart                  | 22              |
| VS Billboard Hot 100                | 3               |
| VS Hot R&B/Hip-Hop Singles & Tracks | 4               |
| VS Hot Rap Tracks                   | 3               |

| "Disco Inferno" in de Billboard Hot 100 | "Disco Inferno" in de Billboard Hot 100 | "Disco Inferno" in de Billboard Hot 100 | "Disco Inferno" in de Billboard Hot 100 | "Disco Inferno" in de Billboard Hot 100 | "Disco Inferno" in de Billboard Hot 100 | "Disco Inferno" in de Billboard Hot 100 | "Disco Inferno" in de Billboard Hot 100 | "Disco Inferno" in de Billboard Hot 100 | "Disco Inferno" in de Billboard Hot 100 | "Disco Inferno" in de Billboard Hot 100 | "Disco Inferno" in de Billboard Hot 100 | "Disco Inferno" in de Billboard Hot 100 | "Disco Inferno" in de Billboard Hot 100 | "Disco Inferno" in de Billboard Hot 100 | "Disco Inferno" in de Billboard Hot 100 | "Disco Inferno" in de Billboard Hot 100 | "Disco Inferno" in de Billboard Hot 100 | "Disco Inferno" in de Billboard Hot 100 | "Disco Inferno" in de Billboard Hot 100 | "Disco Inferno" in de Billboard Hot 100 | "Disco Inferno" in de Billboard Hot 100 | "Disco Inferno" in de Billboard Hot 100 | "Disco Inferno" in de Billboard Hot 100 | "Disco Inferno" in de Billboard Hot 100 | "Disco Inferno" in de Billboard Hot 100 | "Disco Inferno" in de Billboard Hot 100 | "Disco Inferno" in de Billboard Hot 100 | "Disco Inferno" in de Billboard Hot 100 | "Disco Inferno" in de Billboard Hot 100 | "Disco Inferno" in de Billboard Hot 100 |
| Week                                    | 01                                      | 02                                      | 03                                      | 04                                      | 05                                      | 06                                      | 07                                      | 08                                      | 09                                      | 10                                      | 11                                      | 12                                      | 13                                      | 14                                      | 15                                      | 16                                      | 17                                      | 18                                      | 19                                      | 20                                      | 21                                      | 22                                      | 23                                      | 24                                      | 25                                      | 26                                      | 27                                      | 28                                      | 29                                      | 30                                      |
| --------------------------------------- | --------------------------------------- | --------------------------------------- | --------------------------------------- | --------------------------------------- | --------------------------------------- | --------------------------------------- | --------------------------------------- | --------------------------------------- | --------------------------------------- | --------------------------------------- | --------------------------------------- | --------------------------------------- | --------------------------------------- | --------------------------------------- | --------------------------------------- | --------------------------------------- | --------------------------------------- | --------------------------------------- | --------------------------------------- | --------------------------------------- | --------------------------------------- | --------------------------------------- | --------------------------------------- | --------------------------------------- | --------------------------------------- | --------------------------------------- | --------------------------------------- | --------------------------------------- | --------------------------------------- | --------------------------------------- |
| Nummer                                  | 54                                      | 27                                      | 13                                      | 11                                      | 11                                      | 8                                       | 8                                       | 7                                       | 7                                       | 7                                       | 5                                       | 6                                       | 6                                       | 5                                       | 5                                       | 3                                       | 5                                       | 6                                       | 7                                       | 7                                       | 9                                       | 15                                      | 18                                      | 20                                      | 22                                      | 31                                      | 31                                      | 35                                      | 45                                      | uit                                     |

| "Disco Inferno" in de United World Chart | "Disco Inferno" in de United World Chart | "Disco Inferno" in de United World Chart | "Disco Inferno" in de United World Chart | "Disco Inferno" in de United World Chart | "Disco Inferno" in de United World Chart | "Disco Inferno" in de United World Chart | "Disco Inferno" in de United World Chart | "Disco Inferno" in de United World Chart | "Disco Inferno" in de United World Chart | "Disco Inferno" in de United World Chart | "Disco Inferno" in de United World Chart | "Disco Inferno" in de United World Chart | "Disco Inferno" in de United World Chart | "Disco Inferno" in de United World Chart | "Disco Inferno" in de United World Chart |
| Week                                     | 01                                       | 02                                       | 03                                       | 04                                       | 05                                       | 06                                       | 07                                       | 08                                       | 09                                       | 10                                       | 11                                       | 12                                       | 13                                       | 14                                       | 15                                       |
| ---------------------------------------- | ---------------------------------------- | ---------------------------------------- | ---------------------------------------- | ---------------------------------------- | ---------------------------------------- | ---------------------------------------- | ---------------------------------------- | ---------------------------------------- | ---------------------------------------- | ---------------------------------------- | ---------------------------------------- | ---------------------------------------- | ---------------------------------------- | ---------------------------------------- | ---------------------------------------- |
| Nummer                                   | 30                                       | 31                                       | 28                                       | 27                                       | 30                                       | 31                                       | 30                                       | 29                                       | 22                                       | 26                                       | 29                                       | 34                                       | 34                                       | 37                                       | uit                                      |